# Loch Tummel
Loch Tummel is een meer in de Schotse Hooglanden, ten westen van de stad Pitlochry in Perth and Kinross. Het meer is ongeveer vier kilometer lang en 40 meter diep. Vanuit Loch Rannoch stroomt de rivier de Tummel door Loch Tummel oostwaarts totdat zij uitmondt in de Tay.
Aan de oostelijke kant van het loch ligt een uitzichtspunt - Queen's View genoemd. Het uitzicht op het meer zou van hieruit één der mooiste van Schotland zijn. De Schiehallion is een berg die hier prominent aanwezig is (zie foto, achteraan in het midden).

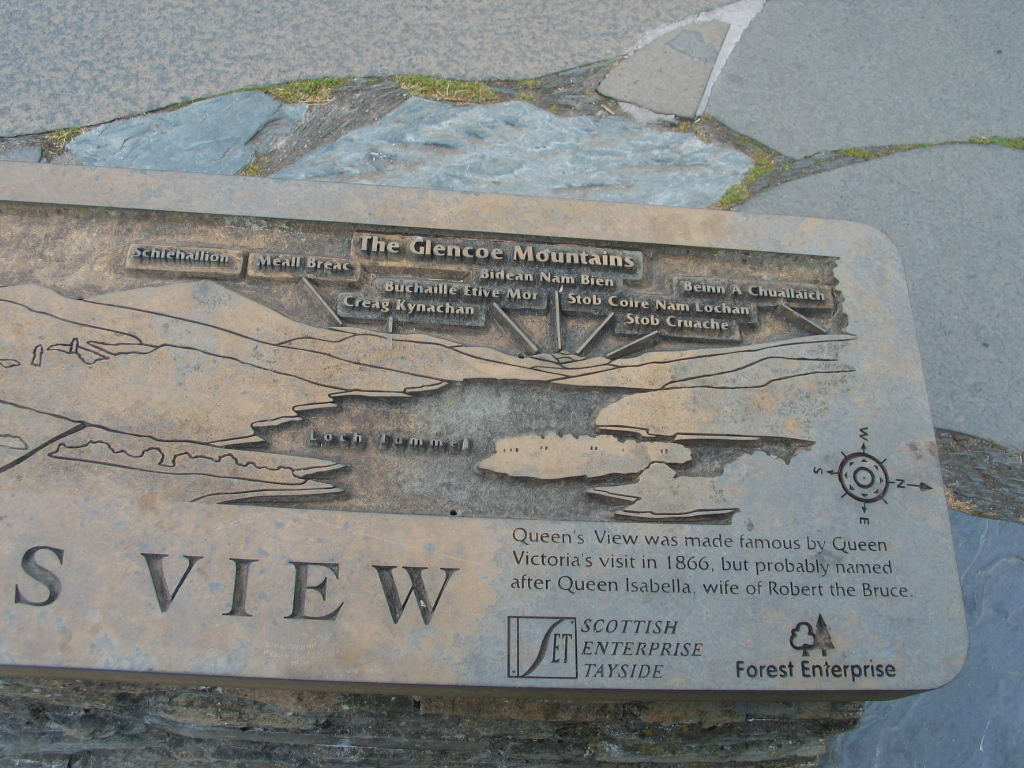
Informatiebord
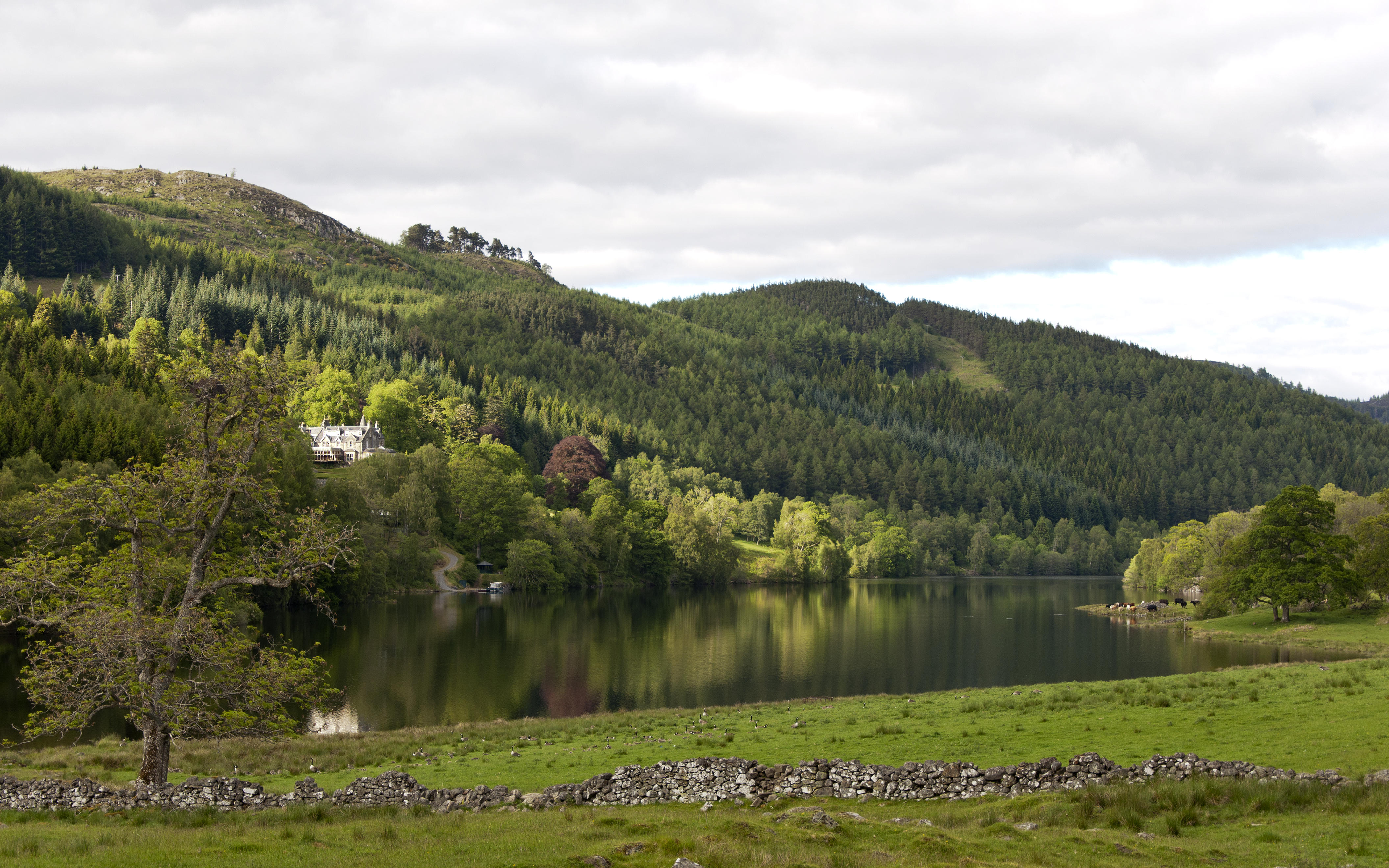
Aan de oostelijke zijde